# Neoraja iberica
Neoraja iberica es una especie de pez de la familia de los Rajidae en el orden de los Rajiformes.

## Morfología
Los machos pueden llegar a alcanzar los 32,7 cm de longitud total y las hembras 31.6.

## Reproducción
Es ovíparo y las hembras ponen huevos envueltos en una cápsula córnea.

## Hábitat
Es un pez de mar y de Clima subtropical (13 °C-14 °C) y demersal que vive entre 270–670 m de profundidad.

## Distribución geográfica
Se encuentra en el Océano Atlántico nororiental: la península ibérica.

## Observaciones
Es inofensivo para los humanos.